# Federalna Komisja Łączności
Federalna Komisja Łączności (ang. Federal Communications Commission, FCC) – amerykańska agencja regulująca zasady wykorzystania częstotliwości radiowych dla celów związanych z komunikacją. Pierwotnym celem funkcjonowania agencji było zaprowadzenie porządku w dziedzinie komunikacji telegraficznej i radiowej. Z czasem rozszerzono jej kompetencje o radiofonię, telekomunikację i wszystkie formy telewizji.
Posiada liczne zadania o charakterze regulacyjno-kontrolnym. Przydziela częstotliwości i koncesje. Ma również prawo inicjatywy ustawodawczej.
Powstała w 1934 w oparciu o Communications Act (ustawa o środkach łączności). Oficjalnie organ autonomiczny, ale nie można go oddzielić od podstawowego ośrodka władzy w USA. Skład 5-osobowy (do 1983 – 7-osobowy), wybierany przez prezydenta, za aprobatą senatu.